# Pronation douloureuse
 Mise en garde médicale
La pronation douloureuse est la lésion traumatique du coude la plus fréquente chez l'enfant de 1 à 5 ans. C'est une subluxation de la tête du radius secondaire à une traction brusque sur la main alors que le coude est en extension et que l'avant-bras et la main sont en pronation.

## Épidémiologie
L'incidence annuelle est d'un peu moins de 3 pour 1000 enfants aux États-Unis, la plupart étant âgés entre 1 et 2 ans avec une petite prédominance féminine. Une traction sur le bras est retrouvée dans plus de la moitié des cas.

## Description
L'enfant a mal lorsqu'il essaie de se servir de son bras. Logiquement, il ne l'utilise plus et le laisse pendre. Parfois, il se met à jouer de l'autre main. Parfois, il pleure sans discontinuer depuis l’incident. Toute tentative des parents pour plier le coude ou mettre la main en supination provoque des pleurs et des cris.
Le diagnostic est clinique, ni la radiographie ni l'échographie ne sont utiles. L'histoire classique de la traction brusque sur la main manque parfois à l'interrogatoire. L'enfant se présente toujours avec l'avant-bras en pronation (il présente le dos de la main vers le haut). La palpation de la tête radiale est douloureuse. Le bras ne présente ni déformation, ni rougeur, ni gonflement. L'enfant n'a pas de fièvre.

## Traitement
Le traitement consiste à porter lentement l'avant-bras en supination puis à fléchir le coude. La réduction s'accompagne parfois d'un ressaut que l'on peut sentir en posant un doigt sur la tête radiale. Instantanément, la douleur disparaît et dès que l'enfant est calmé, on peut constater qu'il se remet rapidement à utiliser son bras.
Une autre technique, dite d'« hyperpronation », consiste, l'avant-bras de l'enfant mi-fléchi, à mettre en hyperpronation la main jusqu'à percevoir un ressaut. Cette méthode semble légèrement plus efficace et moins douloureuse que la méthode par supination,.
Ces manœuvres sont contre indiquées en cas de suspicion de fracture.
La pronation douloureuse peut cependant récidiver. Les parents doivent être informés des précautions à prendre (éviter les tractions sur le bras).